# Sydney FC
Sydney FC is een Australische voetbalclub uit Sydney. De club werd in 2004 opgericht om de stad Sydney te vertegenwoordigen in de vernieuwde Australische profcompetitie, de A-League. Het thuisstadion van Sydney FC is het Sydney Football Stadium (ook Allianz Stadium genoemd).
Aangezien de A-League pas eind 2005 van start ging, had de Australische competitie in 2005 geen kampioen. Om de deelnemer voor het OFC Club Championship van dat jaar te bepalen, moesten de clubs uit de A-League een kwalificatietoernooi spelen. Sydney FC won dit toernooi en mocht naar Tahiti om Australië te vertegenwoordigen op het OFC Club Championship. Uiteindelijk won de club ook dit toernooi door in de finale met 2-0 te winnen van AS Magenta Nouméa uit Nieuw-Caledonië.
Als winnaar van het OFC Club Championship nam Sydney FC in december 2005 deel aan het WK voor clubs. In de kwartfinale verloor de club met 1-0 van Deportivo Saprissa uit Costa Rica. De wedstrijd om de vijfde plaats werd wel gewonnen: Sydney FC versloeg het Egyptische Al-Ahly met 2-1 door doelpunten van Dwight Yorke en David Carney.
Op 5 maart 2006 werd Sydney FC de eerste winnaar van de A-League. In de "Grand Final" werd met 1-0 gewonnen van Central Coast Mariners.
In 2007 was Sydney FC samen met Adelaide United de eerste Australische deelnemer aan de AFC Champions League na de overstap van Australië van de Oceanische voetbalbond OFC naar de Aziatische voetbalbond AFC op 1 januari 2007.

## Erelijst
- OFC Club Championship

2005
- A-League

2006, 2010, 2017, 2019, 2020 (kampioenschap)
2009/10, 2016/17, 2017/18, 2019/20 (regulier seizoen)
- FFA Cup

2017

## Internationale wedstrijden
| Seizoen | Competitie            | Ronde | Land                         | Club             | Uitslagen |
| ------- | --------------------- | ----- | ---------------------------- | ---------------- | --------- |
| 2005    | OFC Club Championship | Groep | Vlag van Nieuw-Zeeland       | Auckland City FC | 3-2       |
| 2005    | OFC Club Championship | Groep | Vlag van Papoea-Nieuw-Guinea | Sobou FC Lae     | 9-2       |
| 2005    | OFC Club Championship | Groep | Vlag van Tahiti              | AS Pirae         | 6-0       |
| 2005    | OFC Club Championship | HF    | Vlag van Vanuatu             | Tafea FC         | 6-0       |
| 2005    | OFC Club Championship | F     | Vlag van Nieuw-Caledonië     | AS Magenta       | 2-0       |

## Bekende (oud-)spelers
- Terry Antonis
- Pascal Bosschaart
- David Carney
- Alessandro Del Piero
- Brett Emerton
- Adam le Fondre
- Reza Ghoochannejhad

- Siem de Jong
- Bernie Ibini-Isei
- Jop van der Linden
- Karol Kisel
- Robert Mak
- Mark Milligan
- Kazuyoshi Miura

- Juninho Paulista
- Tony Popović
- Lydia Vandenbergh
- Dwight Yorke
- David Zdrilic

## Bekende trainers
- Branko Čulina